# Oratorio di San Lorenzo (Parma)
L'oratorio di San Lorenzo, noto anche come oratorio del Casello, è un luogo di culto cattolico dalle forme gotiche e neoclassiche, situato in strada San Donato a San Donato, frazione di Parma, in provincia e diocesi di Parma; è sussidiario della parrocchiale di San Donato di San Donato e fa parte della zona pastorale della città.

## Storia
Il luogo di culto fu costruito in epoca medievale; la più antica testimonianza della sua esistenza risale all'11 ottobre 1145, quando l'ecclesia S. Laurentii de Casella cum curte fu menzionata in un privilegio del papa Eugenio III all'abbazia di San Giovanni Evangelista di Parma.
L'Ecclesie Sancti Laurencii de Casellis, pur trovandosi all'interno del territorio amministrato dalla pieve di San Prospero, fu citata nel 1230 nel Capitulum seu Rotulus Decimarum della diocesi di Parma tra le dipendenze della pieve di San Vitale dei Monaci, appartenente ai benedettini di San Giovanni.
Nei primi anni del XVI secolo la cappella, posta all'interno di un vasto territorio di proprietà dei monaci di San Giovanni, divenne sede di un priorato.
Agli inizi del XVIII secolo il luogo di culto passò sotto la diretta giurisdizione del vescovo di Parma.
Nel 2010 la cappella fu affidata in gestione ai cavalieri templari.

## Descrizione

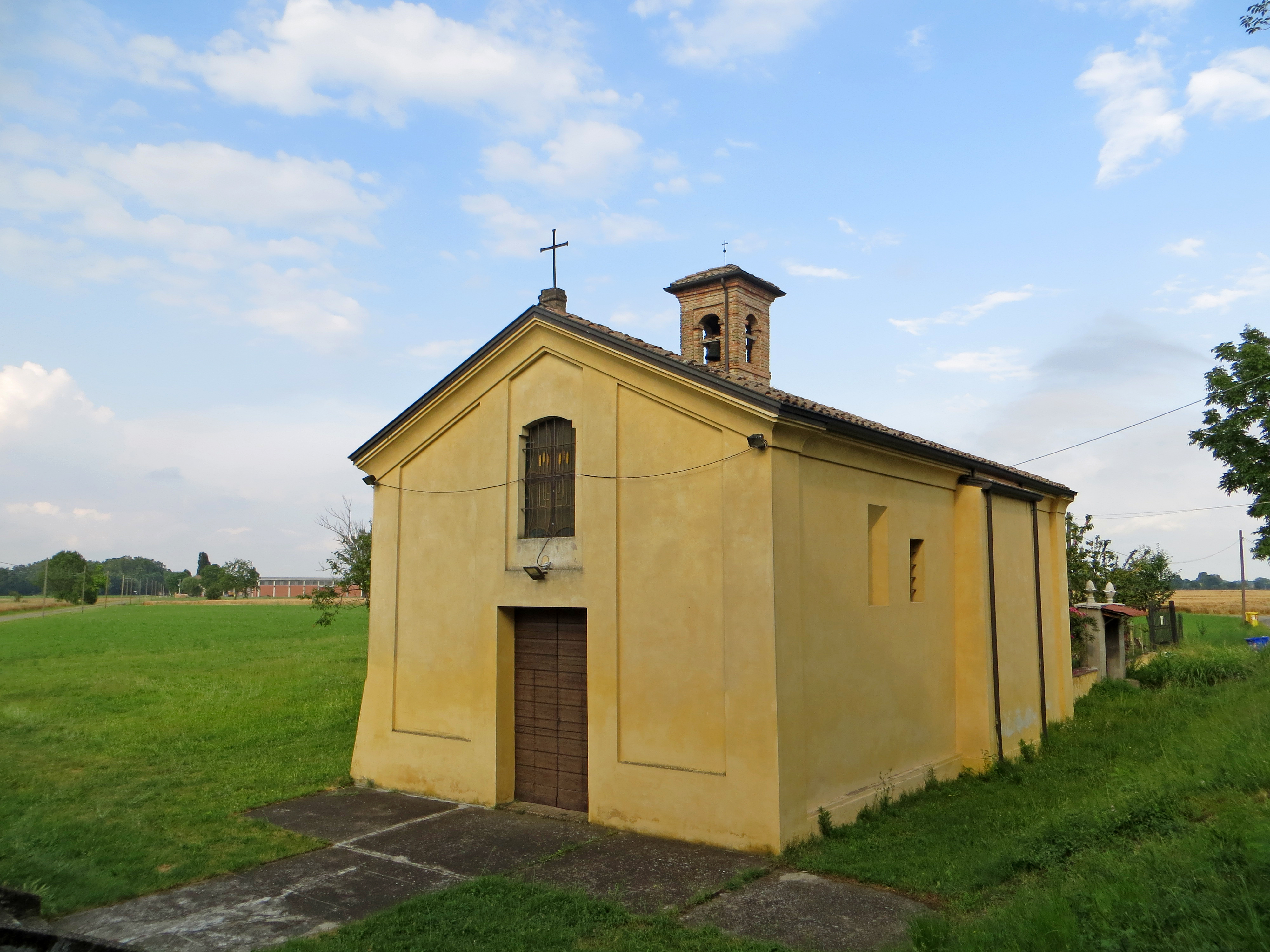
Facciata e lato sud

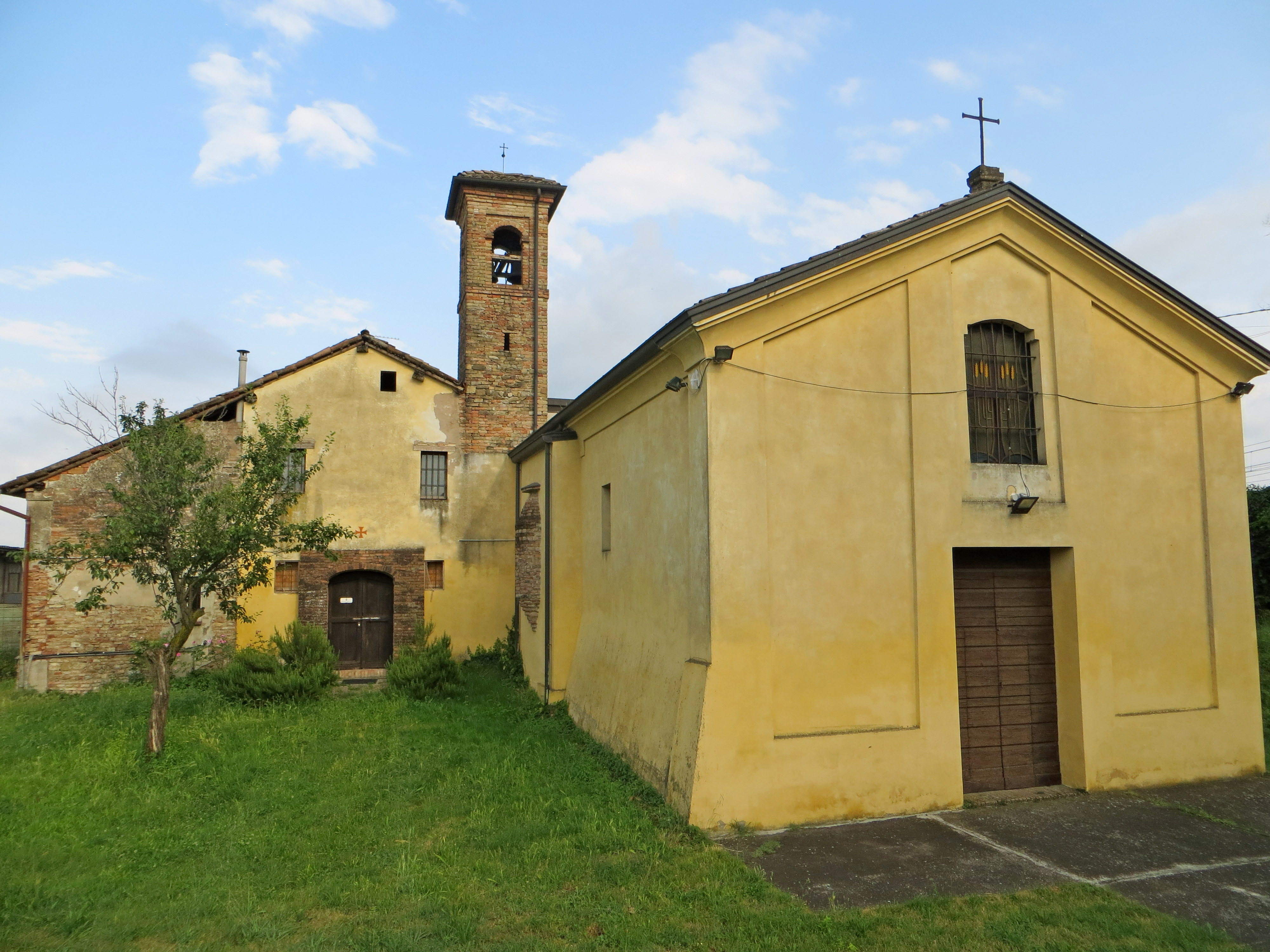
Oratorio e canonica

L'oratorio si sviluppa su un impianto a navata unica affiancata da una grande nicchia su ogni lato, con ingresso a ovest e presbiterio absidato a est.
La simmetrica facciata a capanna, interamente intonacata come il resto dell'edificio, è scandita verticalmente in tre parti da quattro lesene; al centro è collocato l'ampio portale d'ingresso, sormontato da una finestra ad arco mistilineo; in sommità si sviluppa lungo gli spioventi del tetto il cornicione modanato.
Dai fianchi, illuminati da piccole finestrelle in sommità, aggettano i volumi dei due nicchioni; al termine del lato sinistro si eleva l'esile campanile in laterizio, con cella campanaria affacciata sulle quattro fronti attraverso monofore ad arco a tutto sesto; sul retro si allunga l'abside a pianta poligonale, ornata in sommità con una cornice quattrocentesca in mattoni a denti di sega.
All'interno la navata, coperta da un soffitto a capanna con travetti lignei, è affiancata dalle ampie arcate a tutto sesto delle nicchie laterali, coronate da volte a botte.
Il presbiterio, lievemente sopraelevato, è preceduto da una balaustra in marmo; al centro è collocato l'altare maggiore postconciliare ligneo a mensa, aggiunto tra il 1980 e il 1990; sul fondo l'abside poligonale, chiusa superiormente dal catino con spicchi a vela lunettati, è preceduta da un arco trionfale a sesto acuto; la parete centrale è decorata con un affresco quattrocentesco raffigurante la Madonna in trono con Gesù Bambino, san Lorenzo e san Giovanni Evangelista.
L'oratorio conserva alcune opere di pregio, tra cui un olio settecentesco rappresentante San Lorenzo e un fonte battesimale ricavato da un antico mortaio in marmo rosso di Verona.